# رهایم کن (ترانه تری دورز داون)
«رهایم کن» (به انگلیسی: Let Me Go) تک‌آهنگی از گروه موسیقی آلترنتیو راک تری دورز داون است که در سال ۲۰۰۵ میلادی منتشر شد.